# Campeonato Chileno de Futebol de 1953 - Segunda Divisão
O Campeonato Chileno de Futebol de Segunda Divisão de 1953 foi a 2ª edição do campeonato do futebol do Chile, segunda divisão, no formato "Primera B". Em três turnos os 7 clubes jogam todos contra todos. O Campeão é promovido para o Campeonato Chileno de Futebol de 1954.. Porém, o campeão deste ano desistiu da promoção.;

## Participantes
| Equipe                                 | Cidade       | Região                  | No ano anterior | Estádio                                  | Capacidade | Títulos          | Participações |
| -------------------------------------- | ------------ | ----------------------- | --------------- | ---------------------------------------- | ---------- | ---------------- | ------------- |
| Club de Deportes América de Rancagua   | Rancagua     | Província de O'Higgins  | Quarto Lugar    | Estádio El Teniente                      | 14.550     | 0 (não possui)   | 2             |
| Club de Deportes Instituto O'Higgins   | Rancagua     | Província de O'Higgins  | Oitavo Lugar    | Estádio El Teniente                      | 14.550     | 0 (não possui)   | 2             |
| Santiago National Football Club        | Santiago     | Província de Santiago   | Quinto Lugar    | Estádio Santa Laura                      | 22.375     | 1 (Serie B 1935) | 2             |
| Club Deportivo Thomas Bata             | Peñaflor     | Província de Santiago   | Terceiro Lugar  | Estádio San Damián                       | -----      | 0 (não possui)   | 2             |
| Club Deportivo Trasandino de Los Andes | Los Andes    | Província de Aconcágua  | Sétimo Lugar    | Estádio Regional de Los Andes            | 2.500      | 0 (não possui)   | 2             |
| Club Deportivo Maestranza Central      | San Bernardo | Província de Santiago   | Sexto Lugar     | Estádio Maestranza                       | 4.000      | 0 (não possui)   | 2             |
| Club Deportivo San Luis                | Quillota     | Província de Valparaíso | Estreante       | Estádio Municipal Lucio Fariña Fernández | 7.500      | 0 (não possui)   | 1             |

## Campeão
| Campeão Chileno Segunda Divisão 1953                      |
| --------------------------------------------------------- |
| Club Deportivo Thomas Bata (Peñaflor) (1º título) Campeão |